# Blasieholmstorg
Blasieholmstorg est une place du quartier de Norrmalm à Stockholm en Suède.

## Présentation
Blasieholmstorg est une place de la péninsule de Blasieholmen. 
Elle se situe entre Stallgatan et Arsenalsgatan et mesure environ 80 x 20 mètres.

## Histoire
À la fin des années 1640, la base navale de Stockholm fut déplacée de Blasieholmen à Skeppsholmen.
Dans le plan de la ville élaboré ultérieurement à l'initiative de la reine Christine, les parcelles étaient disposées sur la place rectangulaire. 
Au cours des années 1650 et 1660, des palais furent construits sur les parcelles.
L'environnement de la place a depuis conservé son caractère. Une réorganisation architecturale de la place a été réalisée en 1989 avec la participation du sculpteur Sivert Lindblom.

## Les chevaux de Constantinople et de Venise
À chaque extrémité de la place se dresse un cheval de bronze. 
Il s'agit de moulages de sculptures de chevaux byzantins sur la place Saint-Marc à Venise. 
Les originaux furent pris comme butin de guerre lors de la quatrième croisade contre Constantinople en 1204. 
Les modèles des chevaux de Blasieholmstorg étaient des moulages que l'on peut trouver à la Glyptothèque Ny Carlsberg de Copenhague.

## Bâtiments
- Blasieholmstorg 8: Utrikesministerhotellet, années 1600
- Blasieholmstorg 9-11: Palais Fersen, 1634
- Blasieholmstorg 13 - Arsenalsgatan 7: Stora Sällskapets hus, 1870
- Blasieholmstorg 14: Palais Douglas, 1659
- Arsenalsgatan 8

## Galerie

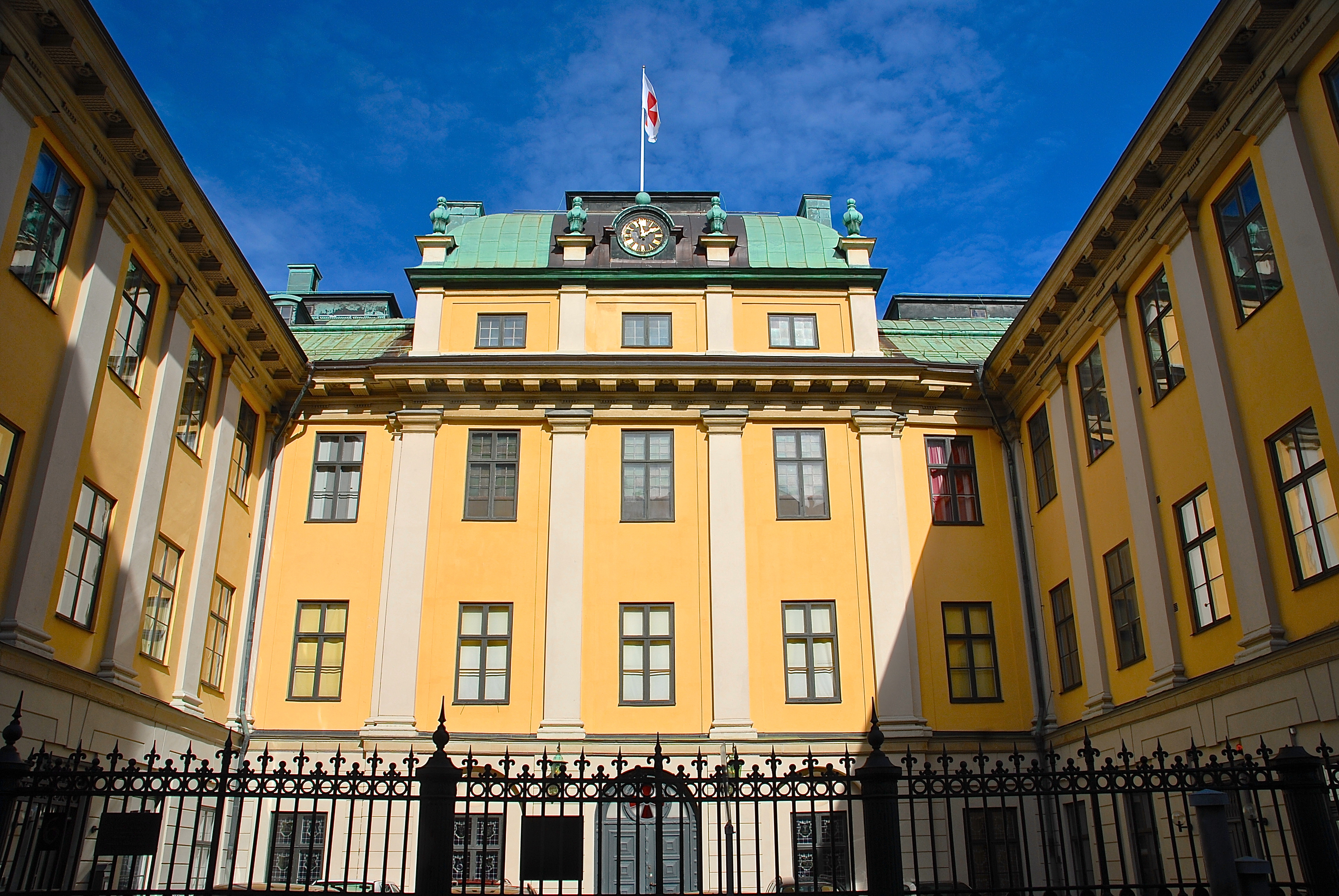
Bååtska palatset.
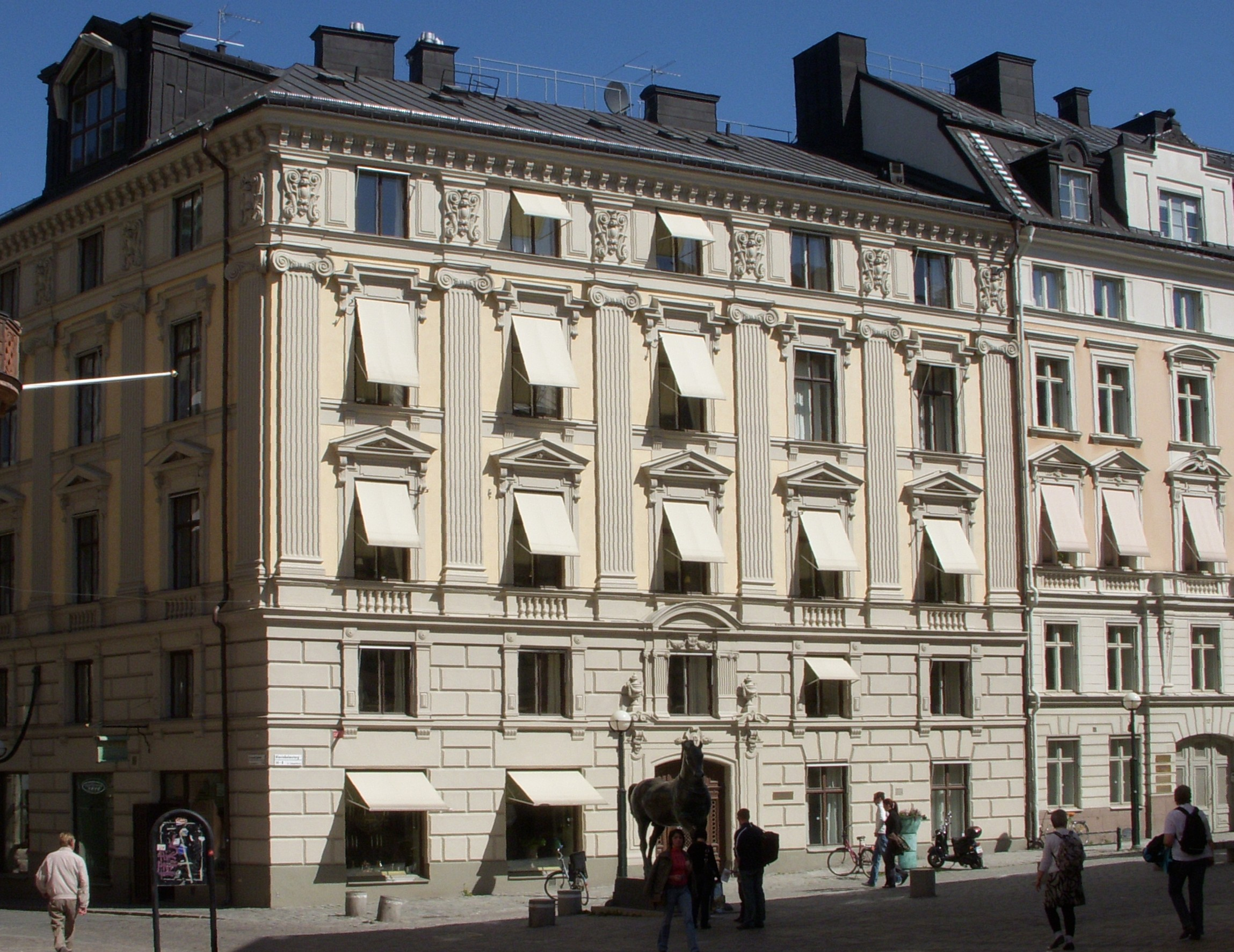
Douglaska palatset.
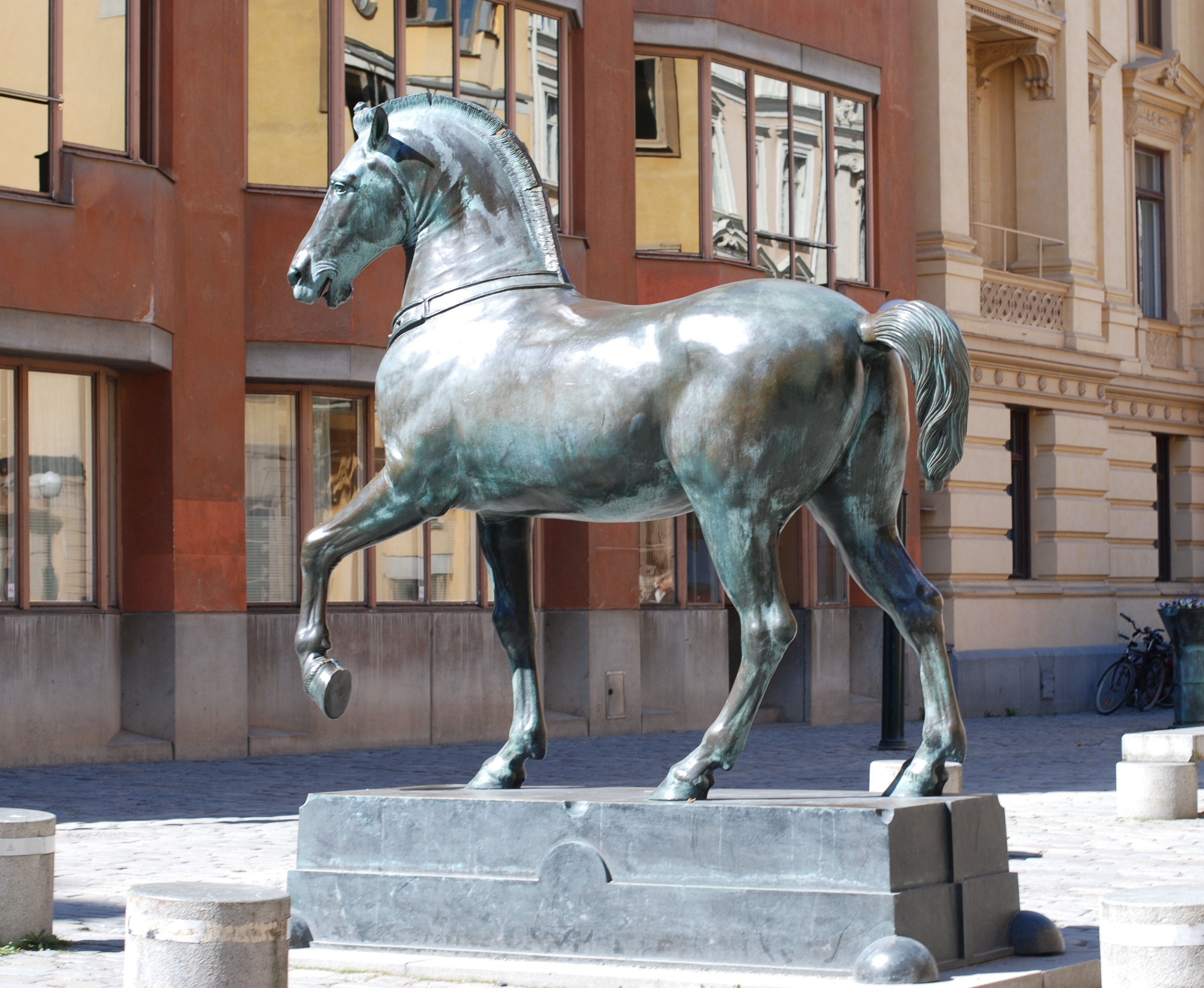
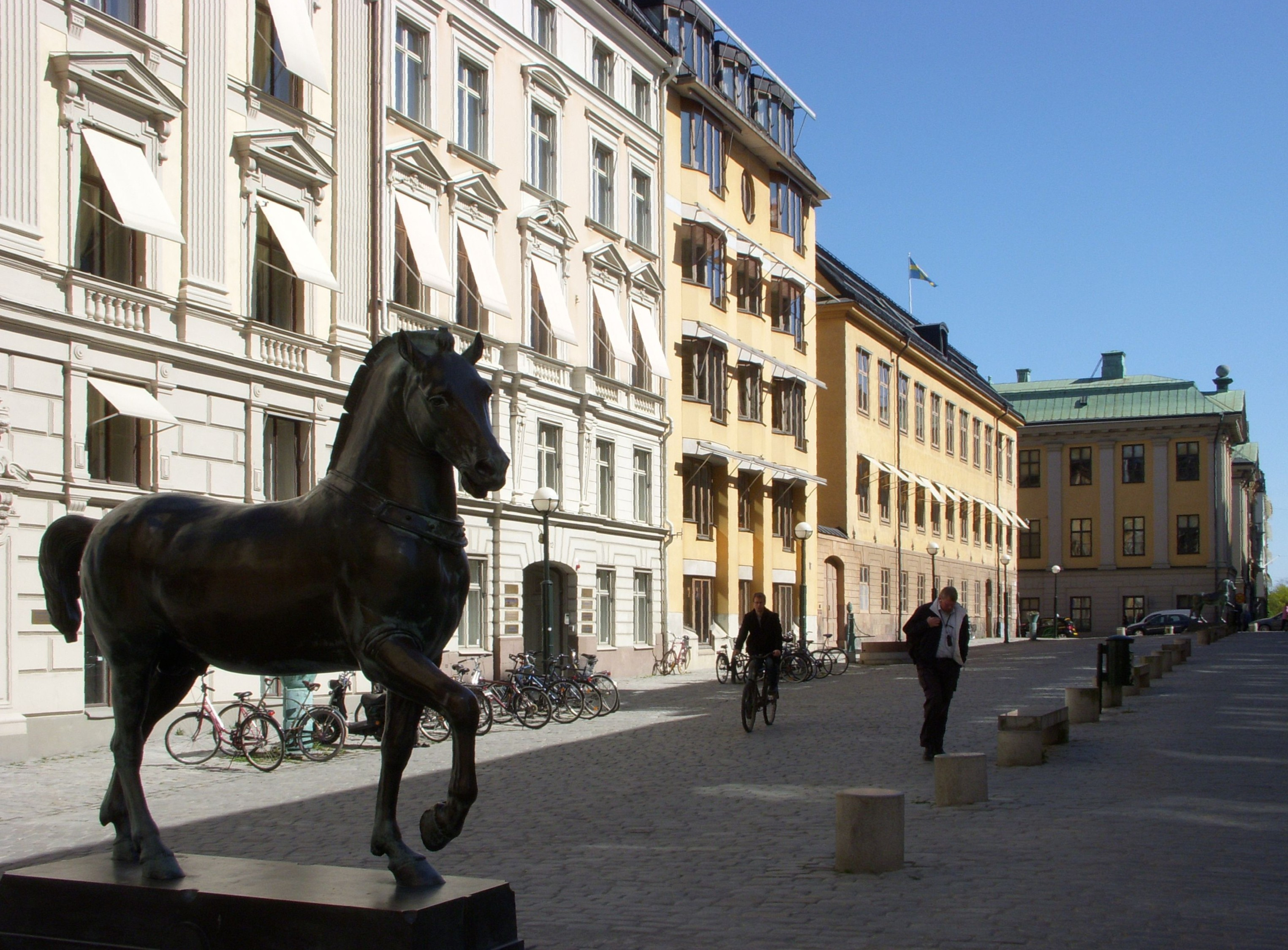
Blasieholms torg.